# Donovan McNabb

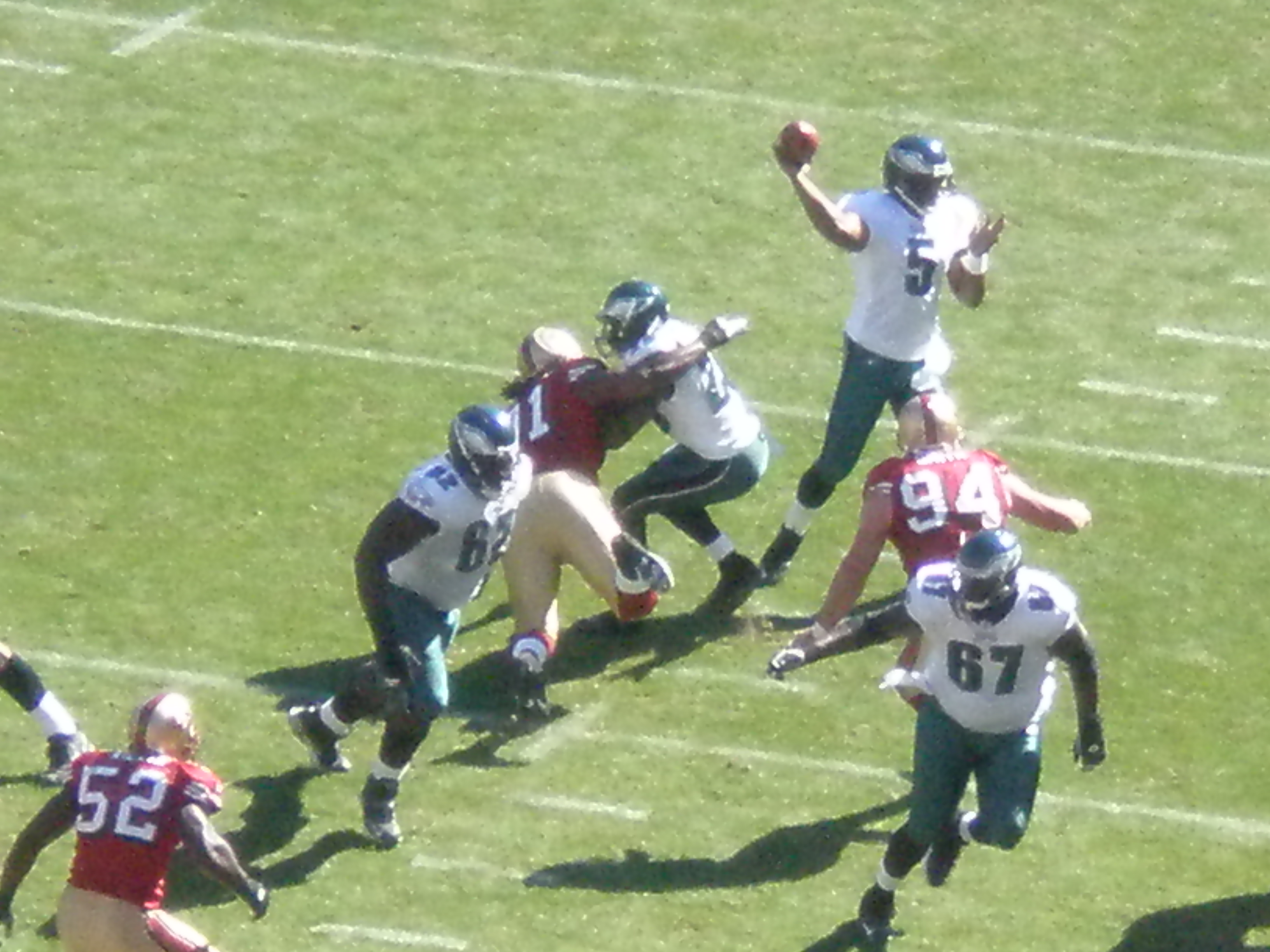
Donovan McNabb fazendo um passe em um jogo contra o 49ers.

Donovan Jamal McNabb (25 de novembro de 1976, Chicago, Illinois) é um ex-jogador de futebol americano que atuava na posição de quarterback na National Football League (NFL). Ele foi o quarterback principal do Philadelphia Eagles desde que foi draftado em 1999 e acabou sendo trocado para o Washington Redskins em 2010. Em 2011, assinou com o Minnesota Vikings. Foi dispensado do time no fim do mesmo ano.
McNabb estudou e jogou futebol americano universitário pela Syracuse University.
Ele liderou os Eagles para cinco títulos da divisão leste da NFC (2001, 2002, 2003, 2004 e 2008), cinco finais da conferência NFC (2001, 2002, 2003, 2004 e 2008) e um Super Bowl (a edição XXXIX, no qual os Eagles foram derrotados pelo New England Patriots).
Ele é o líder dos Eagles em vitórias na carreira, passes completados, jardas em passes e passes para touchdown.